# Sebastian Cănănău
Sebastian Cănănău a fost un om politic român din secolul al XIX-lea, care a fost ministru al finanțelor în primul guvern al lui Manolache Costache Epureanu de la Iași, după Mica Unire, dar înainte de unirea administrativă a Principatelor Române.